# AS Livorno Calcio
AS Livorno Calcio är en italiensk fotbollsklubb. Klubben bildades som US Livorno 1915. Klubben spelar säsongen 2019/20 i Serie B.

## Historia
14 februari 1915 slogs de båda Livorno-klubbarna Virtus Juventusque och SPES Livorno ihop och därmed bildades Unione Sportiva Livorno. Klubben var initialt framgångsrik, 1920 slutade laget tvåa Prima Categoria, dåtidens högsta serie. Året efter slog Livorno ut av ärkerivalen Pisa. Lagets första stora stjärna var anfallaren Mario Magnozzi, som under 1920-talet spelade 223 matcher för klubben och sköt 159 mål, innan han 1930 lämnade klubben för AC Milan.
1930-talet inleddes med att laget åkte ur den nystartade Serie A, men 1933 bärgades den första titeln när laget vann Serie B. Men klubben förblev under hela decenniet ett jo-jo-lag som pendlade mellan de två högsta serierna. Under 1930-talet flyttade laget även in på Stadio Armando Picchi, som initialt döptes efter diktatorn Benito Mussolinis dotter Edda, och som än idag är lagets hemmearena.
Under det tidiga 1940-talet nådde Livorno sina största framgångar. Efter två raka 13:e-platser utmanade klubben 1942-43 "Grande Torino" om första platsen, men föll på mållinjen och slutade en poäng bakom Torino. I slutet av decenniet tappade Livorno sin Serie A-plats och strax därefter spelade laget i Serie C.
Under 1950-talet spelade laget en säsong i Serie B och övriga i Serie C, men fostrade också en av de riktigt stora i klubbens historia, Armando Picchi. Under andra halvan av 1950-talet spelade Armando Picchi 105 matcher för klubben, innan han via SPAL hamnade i Inter där han som libero skördade stora framgångar. Armando Picchi kom senare att ge namn åt Livornos hemmaarena Stadio Armando Picchi.
I mitten av 1960-talet tog sig klubben åter upp i Serie B, men i början av 1970-talet åkte laget åter ned i Serie C. Klubben brottades under hela 1970- och 1980-talet med dålig ekonomi. Så dålig att laget 1991 tvingades lämna det nationella seriesystemet. Samma år ombildades klubben som Associazone Sportiva Livorno Calcio.
Men trots namnbytet hade klubben svårt att komma någonstans och 1990-talet tillbringades i Serie C2 och Serie C1.
1999 övertog tidigare Genoa-presidenten Aldo Spinelli ägandet och klubben började återigen röra sig uppåt i seriesystemet. Klubben värvade Igor Protti, som spelat i Livorno som ung och därefter vunnit skytteliga i Serie A, och med honom i anfallet och tränaren Osvaldo Jaconi på bänken tog sig laget 2002 upp i Serie B för första gången på nästan 30 år. Två år senare värvades hemmasonen Cristiano Lucarelli till klubben och med tränaren Walter Mazzarri vid rodret och en ung Giorgio Chiellini i laget tog sig Livorno för första gången på 55 år upp i Serie A.
Med Lucarelli och landslagsmålvakten Marco Amelia i laget upplevde Livorno sin största framgång i modern tid. 2006 kvalificerade klubben sig för Uefacupen där de också tog sig förbi gruppspelet innan Espanyol blev för svåra i slutspelet. Efter Uefacupen-äventyret såldes Cristiano Lucarelli och laget kom åter att bli någon av ett jo-jo-lag där spel i Serie A varvades med spel i Serie B.

## Säsonger

### 1996/1997
Säsongen 1996/1997 spelade laget i Serie C2B. Laget slutade på andra plats med 67 poäng. Laget vann sedan i playoff mot först ASD Giorgione Calcio och sedan SS Maceratese.

### 1997/1998
Säsongen 1997/1998 spelade laget i Serie C1A. Laget slutade på tredje plats med 58 poäng, efter att ha fått fyra poängs avdrag. Laget förlorade sedan i playoff mot Cremonese.

### 1998/1999
Säsongen 1999/2000 spelade laget i Serie C1A. Laget slutade på tolfte plats med 40 poäng.

### 1999/2000
Säsongen 1999/2000 spelade laget i Serie C1A. Laget slutade på sjunde plats med 46 poäng.

### 2000/2001
Säsongen 2000/2001 spelade laget i Serie C1A. Laget slutade på tredje plats med 63 poäng och fick därmed kvala till Serie B. Efter att ha slagit Ascoli med 3-1 och 2-0 förlorade man finalen mot Como med 0-1 på övertid efter att första mötet slutat 0-0. Igor Protti blev seriens skyttekung med 20 mål.

### 2001/2002
Säsongen 2001/2002 spelade laget i Serie C1A. Laget slutade på första plats med 79 poäng och blev därmed befordrade till Serie B. Igor Protti blev seriens skyttekung med 27 mål.

### 2002/2003
Säsongen 2002/2003 spelade laget i Serie B. Laget slutade på en tionde plats med 49 poäng . Igor Protti blev seriens skyttekung med 23 mål och blev därmed första spelaren genom tiderna att vinna skytteligan i Serie A, Serie B och Serie C.

### 2003/2004
Säsongen 2003/2004 spelade laget i italienska Serie B. Laget slutade på en tredje plats med 79 poäng och vann därmed uppflyttning till Serie A  för första gången på över 50 år. Cristiano Lucarelli blev seriens skyttekung med 24 mål.

### 2004/2005
Säsongen 2004/2005 spelade laget i italienska Serie A för första gången på 55 år. Laget slutade på nionde plats med 45 poäng. Cristiano Lucarelli blev seriens skyttekung med 24 mål.

### 2005/2006
Säsongen 2005/2006 spelade laget kvar i italienska Serie A. Laget fick 49 poäng vilket initialt innebar en nionde plats, men som efter calciopoliutredningen ändrades till en sjätte. Klubben kvalificerade sig därmed för Uefacupen för första gången i historien.

### 2006/2007
Säsongen 2006/2007 spelade laget i italienska Serie A. Laget slutade på en elfte plats. Klubben spelade också i UEFA-Cupen där man nådde sextondelsfinal.

### 2007/2008
Säsongen 2007/2008 spelade laget i italienska Serie A. Laget slutade på en tjugonde och sista plats och förlorade därmed sin plats i högsta serien.

### 2008/2009
Säsongen 2008/2009 spelade laget i italienska Serie B. Laget slutade på en tredje plats och kvalade sig upp till Serie A.

### 2009/2010
Säsongen 2009/2010 spelade laget Livorno i italienska Serie A. Laget slutade på en tjugonde och sista plats och förlorade därmed sin plats i högsta ligan.

### 2010/2011
Säsongen 2010/2011 spelade laget i italienska Serie B. Laget slutade på en sjunde plats. Tränare var Giuseppe Pillon från 14 februari 2011 Walter Novellino 

## Meriter
- Segrare Serie B: 2

1932-1933, 1936-1937
- Segrare Serie C:2

1954-1955, 1963-1964
- Segrare Serie C1:1

2001-2002
- Segrare Serie C2:3

1983-1984
- Segrare Coppa Italia Serie C: 1

1986-87
- Segrare Eccellenza Toscana: 1

1991-1992

## Individuella rekord
| Flest matcher för klubben | Flest matcher för klubben | Flest matcher för klubben |
| Matcher                   | Spelare                   | År                        |
| ------------------------- | ------------------------- | ------------------------- |
| 369                       | Mauro Lessi               | 1953-1960, 1961-1969      |
| 278                       | Igor Protti               | 1985-1988, 1999-2005      |
| 242                       | Mario Stua                | 1937-1943;1945-1948       |
| 237                       | Renato Bellinelli         | 1961-1971                 |
| 229                       | Ostilio Capaccioli        | 1936-1943;1945-1949       |
| 214                       | Gino Merlo                | 1946-1952                 |
| 198                       | Franco Mondello           | 1972-1979;1980-1981       |
| 197                       | Constanzo Balleri         | 1953-1959;1965-1967       |
| 194                       | Mario Zidarich            | 1937-1943;1945-1947       |
| 193                       | Alfredo Simonti           | 1949-1956                 |

| Flest mål för klubben | Flest mål för klubben | Flest mål för klubben           |
| Mål                   | Spelare               | År                              |
| --------------------- | --------------------- | ------------------------------- |
| 123                   | Igor Protti           | 1985-1988, 1999-2005            |
| 102                   | Cristiano Lucarelli   | 2003-2007, 2009-2010            |
| 66                    | Vinicio Viani         | 1938-1942                       |
| 53                    | Paulinho              | 2005-2007; 2008-2009; 2011-2014 |
| 52                    | Bruno Arcari          | 1933-1939                       |
| 50                    | Mario Stua            | 1937-1943; 1945-1948            |
| 48                    | Francesco Tavano      | 2007-2011                       |
| 47                    | Bruno Graziani        | 1974-1977                       |
| 46                    | Emilio Gratton        | 1974-1977                       |
| 45                    | Teresio Piana         | 1941-1943; 1945-1949            |

## Supporters
Till skillnad från de många klubbar i Italien med högerextrema supportrar, är Livornos motsvarighet åt vänster. Motiv med Che Guevara, röda stjärnor, samt palestinska och kubanska flaggor syns ofta på Livornos läktare.
1999 gick flera av dåtidens supportergrupper samman och bildade Brigate Autonome Livornesi eller BAL. Klubbens främsta spelare i modern tid Cristiano Lucarelli, som också vann skytteligan säsongen 2004/2005, använde under sin aktiva karriär nummer 99 som en hyllning till denna ultrasgrupp.

### Rivalitet och vänskap
Klubben spelar sitt hetaste derby mot lokalrivalen Pisa. På grund av supportrarnas starka vänsterorientering är även matcherna mot Lazio, Milan, Hellas Verona och Ascoli laddade.
Livornos fans har vänskapband med ett par andra lags fans. Under 2000-talet etablerades ett nära samarbete mellan Livorno och supportrar till franska Olympique de Marseille och grekiska AEK. Det finns också goda förbindelser med Ternana, Pescara, Empoli och Cosenza. Efter en träningsmatch 2009 är relationen med turkiska Adana Demirspor Kulübü också mycket god.

### Partigiani Livornesi Scandinavia
Partigiani Livornesi Scandinavia, PLS, skandinavisk supportergrupp till stöd för det italienska Serie A-laget AS Livorno Calcio. 
PLS bildades 2005 och gruppen tros för närvarande ha nära på 100 medlemmar och lokala fraktioner i Stockholm, Göteborg, Uppsala, Värmland, Östergötland, Småland, Norrland och Skåne. I och med grundandet blev PLS den första icke-italienska gruppen till stöd för fotbollslaget. 
Gruppen har, i likhet med Livorno Calcio i stort, en stark vänsterpolitisk prägel. PLS var exempelvis officiellt med i protester mot den borgerliga regeringen genom Septemberalliansen och är uttalat antifascistiska. Denna sammanblandning av fotboll och politik har gett PLS en särskild roll som supportergemenskap eftersom detta är mycket ovanligt, framförallt i Norden.

## Spelartrupp
Uppdaterat 7 juli 2016
| Nr | Land    | Pos | Namn                                 |
| -- | ------- | --- | ------------------------------------ |
| 2  | Italien | F   | Dario Toninelli                      |
| 3  | Italien | F   | Roberto Pirello lån från Palermo     |
| 5  | Italien | F   | Martino Borghese                     |
| 6  | Italien | F   | Andrea Gasbarro                      |
| 8  | Italien | MF  | Andrea Luci (kapten)                 |
| 9  | Italien | A   | Marco Cellini                        |
| 10 | Italien | A   | Daniele Vantaggiato                  |
| 11 | Italien | F   | Alessandro Lambrughi                 |
| 12 | Italien | MV  | Wladimiro Falcone lån från Sampdoria |

| Nr | Land      | Pos | Namn                              |
| -- | --------- | --- | --------------------------------- |
| 16 | Italien   | F   | Fabrizio Grillo                   |
| 17 | Italien   | MF  | Housem Ferchichi lån från Palermo |
| 19 | Italien   | F   | Gabriele Morelli                  |
| 20 | Italien   | A   | Simone Dell'Agnello               |
| 21 | Italien   | F   | Lorenzo Gonelli                   |
| 22 | Italien   | MV  | Alessandro Vono                   |
| 23 | Italien   | MF  | Dario Venitucci                   |
| 27 | Slovenien | MF  | Enej Jelenič                      |
| 28 | Italien   | A   | Andrea Favilli                    |
| 29 | Brasilien | A   | Murilo Mendes                     |

### Utlånade spelare
| Nr | Land    | Pos | Namn                                |
| -- | ------- | --- | ----------------------------------- |
|    | Italien | MV  | Guido Pulidori utlånad till Ligorna |

| Nr | Land      | Pos | Namn                                 |
| -- | --------- | --- | ------------------------------------ |
|    | Brasilien | F   | Maicon utlånad till Sport            |
| 7  | Italien   | MF  | Marco Moscati utlånad till Olhanense |

## Kända tidigare spelare
Se också Spelare i AS Livorno Calcio
- Marco Amelia
- Ibrahima Bakayoko
- Giorgio Chiellini
- Tomas Danilevičius
- Alessandro Diamanti
- Samuel Kuffour
- Cristiano Lucarelli
- Piermario Morosini
- Armando Picchi
- Igor Protti

### Pensionerade nummer
25 –  Piermario Morosini

16 augusti 2012 meddelade klubben via sin hemsida att nummer 25 för alltid skulle tas ur bruk. Anledningen var att hedra mittfältaren Piermario Morosini som avlidit på planen två dagar tidigare.

Tidigare hade även tröja nummer 10, som burits av klubblegendaren Igor Protti tagits ur bruk. Sommaren 2007 togs nummer 10 åter i bruk efter en önskan från Igor Protti själv. Francesco Tavano blev strax därefter innehavare av tröjan.

## Kända tidigare tränare
Se också Tränare i AS Livorno Calcio
- Roberto Donadoni
- Walter Mazzarri